# Propamidine
Propamidine là một chất khử trùng và tẩy uế.
Propamidine isethionate, muối của propamidine với axit isethionic, được sử dụng trong điều trị nhiễm trùng Acanthamoeba.
Propamidine là một thành viên của nhóm hợp chất thơm diamidine có đặc tính kìm khuẩn chống lại một loạt các sinh vật. Những diamidine này có tác dụng kháng khuẩn chống lại pyoccic cocci, staphylococci kháng kháng sinh và một số trực khuẩn Gram âm, hoạt động của diamidine được giữ lại khi có chất hữu cơ như dịch mô, mủ và huyết thanh.